# Jakob von Brieskorn
Jakob Maksimilianowicz von Brieskorn (ros. Якоб Максимилианович фон Брискорн) – działacz państwowy Imperium Rosyjskiego, wicegubernator kurlandzki i gubernator kaukaski.

## Życiorys
Data narodzin i śmierci Jakoba von Brieskorn są nieznane. Był jednym z bardzo wielu dzieci nadwornego aptekarza Katarzyny II Maksima Christianowicza Briskorna. Od 1775 roku był działaczem państwowym, od 9 marca 1800 roku w randze rzeczywistego radcy stanu (IV cywilna). Dnie 20 października?/1 listopada 1800 roku nominowany na wicegubernatora kurlandzkiego w miejsce nominowanego na stanowisko gubernatorskie Nikołaja Arsienjewa. Po opuszczeniu posady 2 października?/14 października 1811 roku pełnił przez dwa lata obowiązki gubernatora kaukaskiego.